# Trie-sur-Baïse
Pour les articles homonymes, voir Trie et Baïse (homonymie).
Trie-sur-Baïse est une commune française située dans le nord-est du département des Hautes-Pyrénées, en région Occitanie.
Sur le plan historique et culturel, la commune est dans le pays d'Astarac, un territoire du sud gersois très vallonné, au sol argileux, qui longe le plateau de Lannemezan. Exposée à un climat de montagne, elle est drainée par la Baïse, le Lizon et par divers autres petits cours d'eau. La commune possède un patrimoine naturel remarquable composé d'une zone naturelle d'intérêt écologique, faunistique et floristique.
Trie-sur-Baïse est une commune rurale qui compte 993 habitants en 2022. Ses habitants sont appelés les Triais ou  Triaises.

## Géographie

### Localisation
La commune de Trie-sur-Baïse se trouve dans le département des Hautes-Pyrénées, en région Occitanie.
Elle se situe à 26 km à vol d'oiseau de Tarbes, préfecture du département
, bureau centralisateur du canton des Coteaux dont dépend la commune depuis 2015 pour les élections départementales
La commune est par ailleurs ville-centre du bassin de vie de Trie-sur-Baïse.
Les communes les plus proches sont : 
Lapeyre (2,6 km), Sadournin (2,6 km), Fontrailles (2,8 km), Lalanne-Trie (2,9 km), Tournous-Darré (3,9 km), Puydarrieux (4,2 km), Duffort (4,3 km), Vidou (4,5 km).
Sur le plan historique et culturel, Trie-sur-Baïse fait partie de l’ancien comté de Bigorre, comté historique des Pyrénées françaises et de Gascogne créé au IXe siècle puis rattaché au domaine royal en 1302, inclus ensuite au comté de Foix en 1425 puis une nouvelle fois rattaché au royaume de France en 1607. La commune est dans le pays de Tarbes et de la Haute Bigorre.
Les communes limitrophes sont Fontrailles, Bernadets-Debat, Lalanne-Trie, Lapeyre, Puydarrieux, Sadournin, Tournous-Darré et Vidou.
| Bernadets-Debat     | Fontrailles    |             |
| Lapeyre             | Trie-sur-Baïse | Sadournin   |
| Lalanne-Trie, Vidou | Tournous-Darré | Puydarrieux |

### Hydrographie
La commune est dans le bassin versant de la Garonne, au sein du bassin hydrographique Adour-Garonne. Elle est drainée par la Baïse, le Lizon, le Pélan, Les Cluzets, le ruisseau de Buzas, le ruisseau de Lalanne et par divers petits cours d'eau, constituant un réseau hydrographique de 16 km de longueur totale,.
La Baïse, d'une longueur totale de 187,6 km, prend sa source dans la commune de Capvern et s'écoule vers le nord. Elle traverse la commune et se jette dans la Garonne à Saint-Léger, après avoir traversé 52 communes.
Le Lizon, d'une longueur totale de 13,7 km, prend sa source dans la commune de Bernadets-Dessus et s'écoule vers le nord. Il traverse la commune et se jette dans la Baïse à Tournous-Darré, après avoir traversé 11 communes.

### Climat
Le climat est tempéré de type océanique, en raison de l'influence proche de l'océan Atlantique situé à peu près 150 km plus à l'ouest. La proximité des Pyrénées fait que la commune profite d'un effet de foehn, il peut aussi y neiger en hiver, même si cela reste inhabituel.
| Mois                              | jan.  | fév.  | mars  | avril | mai   | juin  | jui.  | août  | sep.  | oct.  | nov.  | déc.  | année   |
| --------------------------------- | ----- | ----- | ----- | ----- | ----- | ----- | ----- | ----- | ----- | ----- | ----- | ----- | ------- |
| Température minimale moyenne (°C) | 0,6   | 1,3   | 2,7   | 5,2   | 8,3   | 11,6  | 14,1  | 13,9  | 11,7  | 8     | 3,6   | 1,3   | 6,9     |
| Température moyenne (°C)          | 5,3   | 6,1   | 7,8   | 10    | 13,3  | 16,7  | 19,3  | 19    | 17,2  | 13,3  | 8,5   | 5,8   | 11,9    |
| Température maximale moyenne (°C) | 9,9   | 11    | 12,9  | 14,8  | 18,3  | 21,7  | 24,5  | 24    | 22,6  | 18,6  | 13,4  | 10,4  | 16,8    |
| Ensoleillement (h)                | 108,8 | 118,8 | 155,6 | 157,2 | 181,3 | 191,5 | 215,5 | 196,4 | 194,5 | 164,4 | 124,4 | 104,4 | 1 912,8 |
| Précipitations (mm)               | 112,8 | 97,5  | 100,2 | 105,7 | 113,6 | 80,7  | 57,3  | 70,3  | 71    | 85,2  | 93    | 112,1 | 1 099,4 |

### Milieux naturels et biodiversité

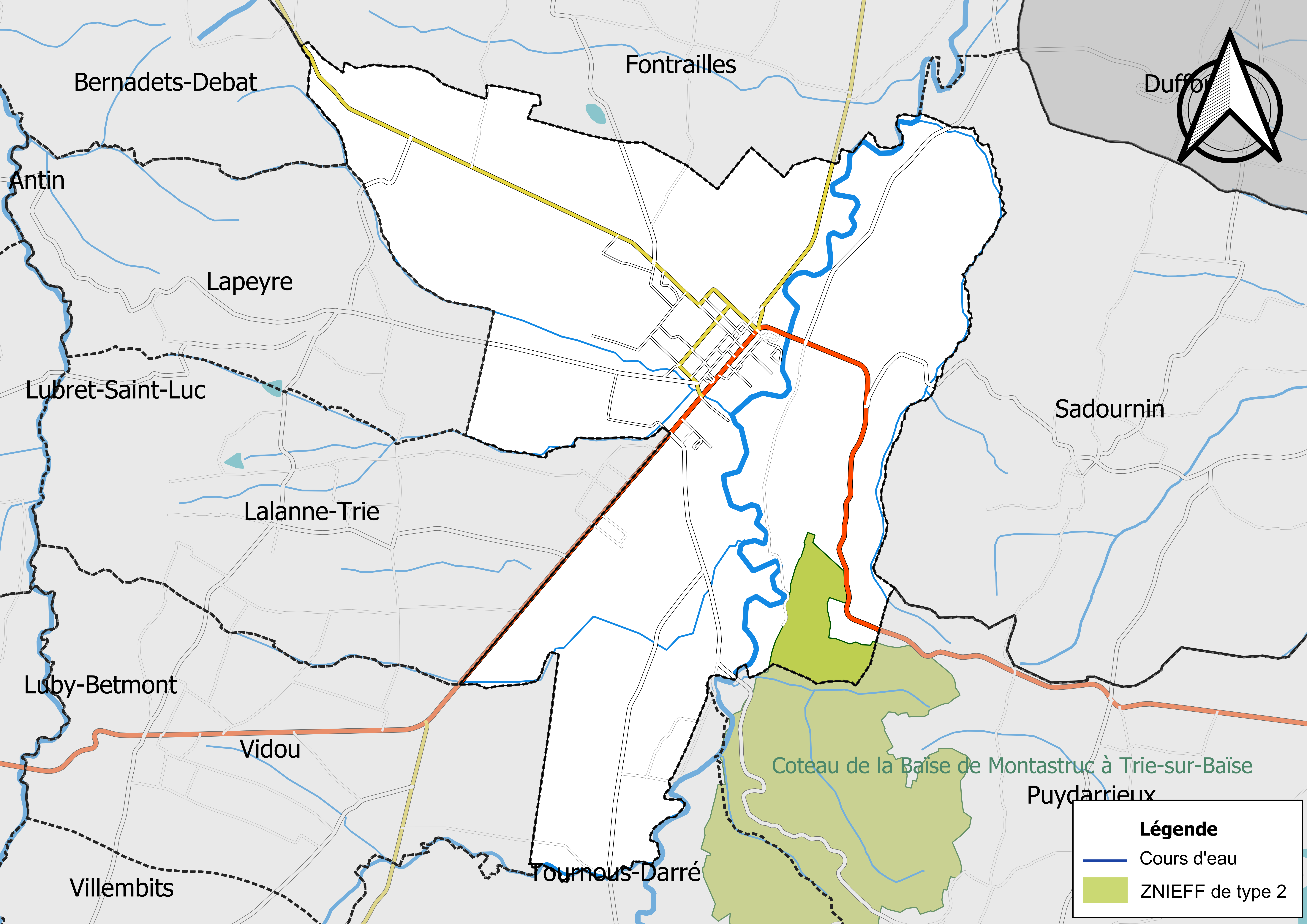
Carte de la ZNIEFF de type 2 localisée sur la commune.

L’inventaire des zones naturelles d'intérêt écologique, faunistique et floristique (ZNIEFF) a pour objectif de réaliser une couverture des zones les plus intéressantes sur le plan écologique, essentiellement dans la perspective d’améliorer la connaissance du patrimoine naturel national et de fournir aux différents décideurs un outil d’aide à la prise en compte de l’environnement dans l’aménagement du territoire.
Une ZNIEFF de type 2 est recensée sur la commune :
le « coteau de la Baïse de Montastruc à Trie-sur-Baïse » (830 ha), couvrant 6 communes du département.

## Urbanisme

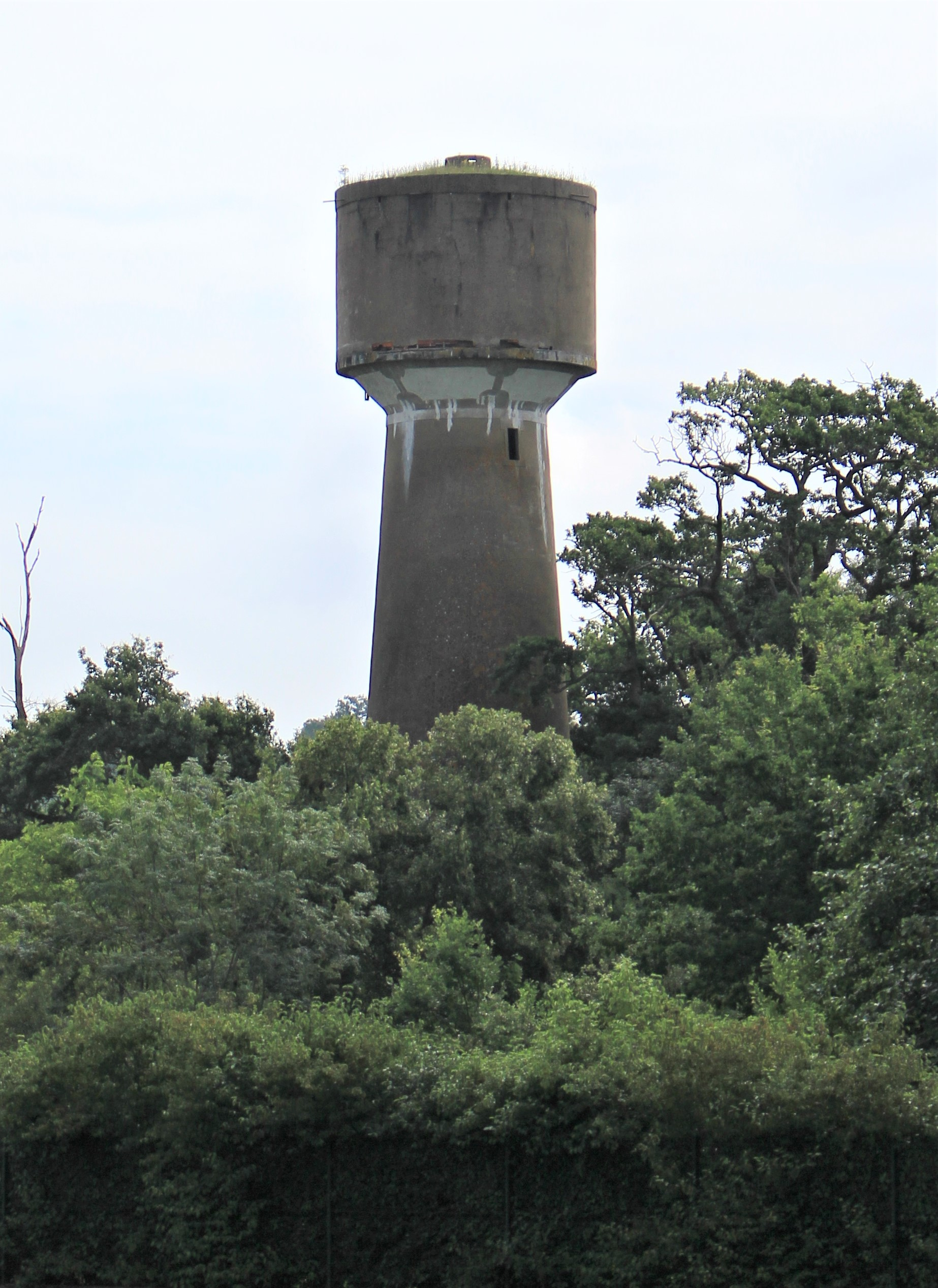
Le château d'eau.

### Typologie
Au 1er janvier 2024, Trie-sur-Baïse est catégorisée commune rurale à habitat dispersé, selon la nouvelle grille communale de densité à sept niveaux définie par l'Insee en 2022.
Elle est située hors unité urbaine et hors attraction des villes,.

### Occupation des sols
L'occupation des sols de la commune, telle qu'elle ressort de la base de données européenne d’occupation biophysique des sols Corine Land Cover (CLC), est marquée par l'importance des territoires agricoles (81 % en 2018), en diminution par rapport à 1990 (83,9 %). La répartition détaillée en 2018 est la suivante : 
terres arables (57,3 %), zones agricoles hétérogènes (14 %), zones urbanisées (9,9 %), prairies (9,6 %), forêts (7,7 %), zones industrielles ou commerciales et réseaux de communication (1,5 %).
L'IGN met par ailleurs à disposition un outil en ligne permettant de comparer l’évolution dans le temps de l’occupation des sols de la commune (ou de territoires à des échelles différentes). Plusieurs époques sont accessibles sous forme de cartes ou photos aériennes : la carte de Cassini (XVIIIe siècle), la carte d'état-major (1820-1866) et la période actuelle (1950 à aujourd'hui).

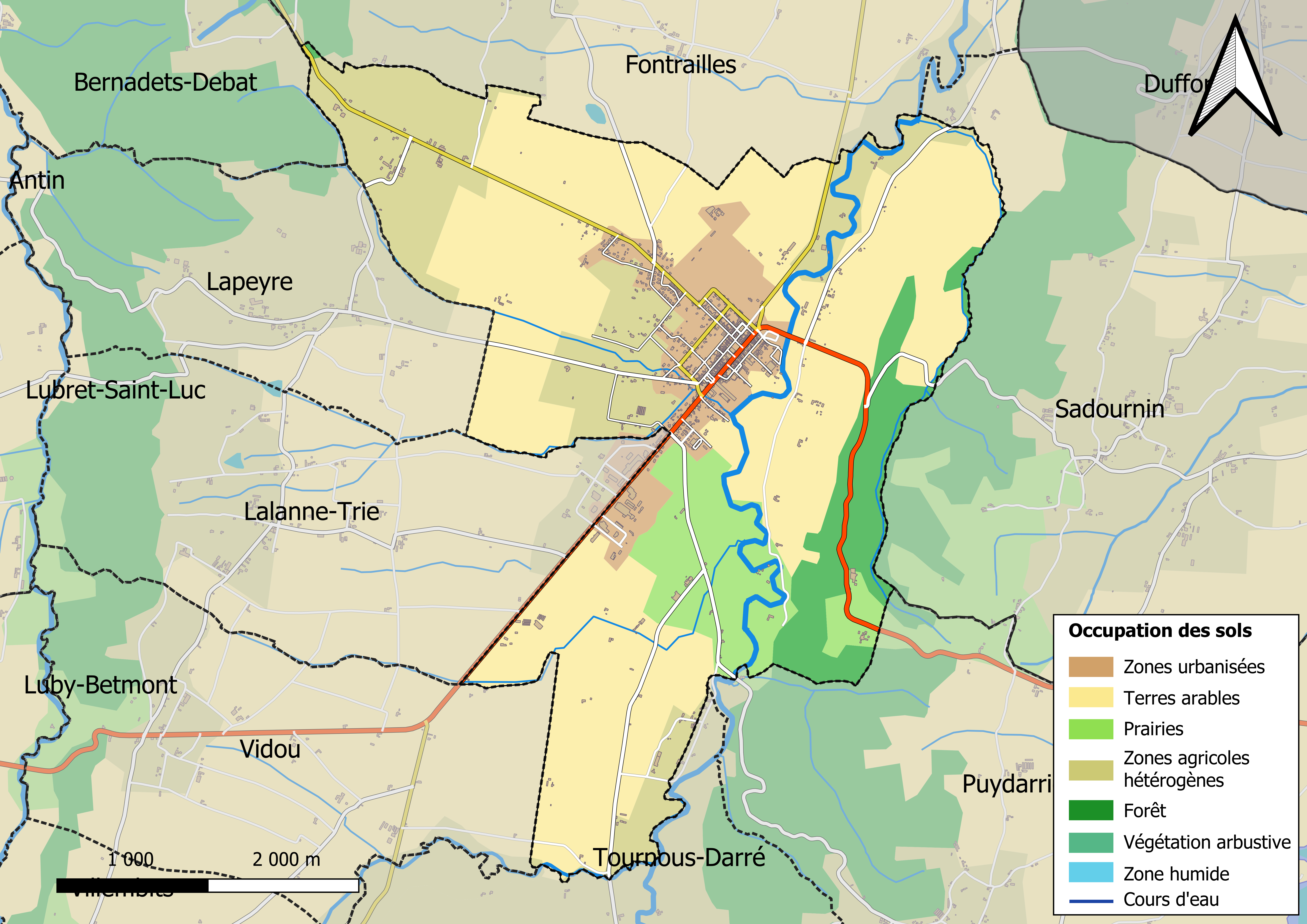
Carte des infrastructures et de l'occupation des sols en 2018 (CLC) de la commune.
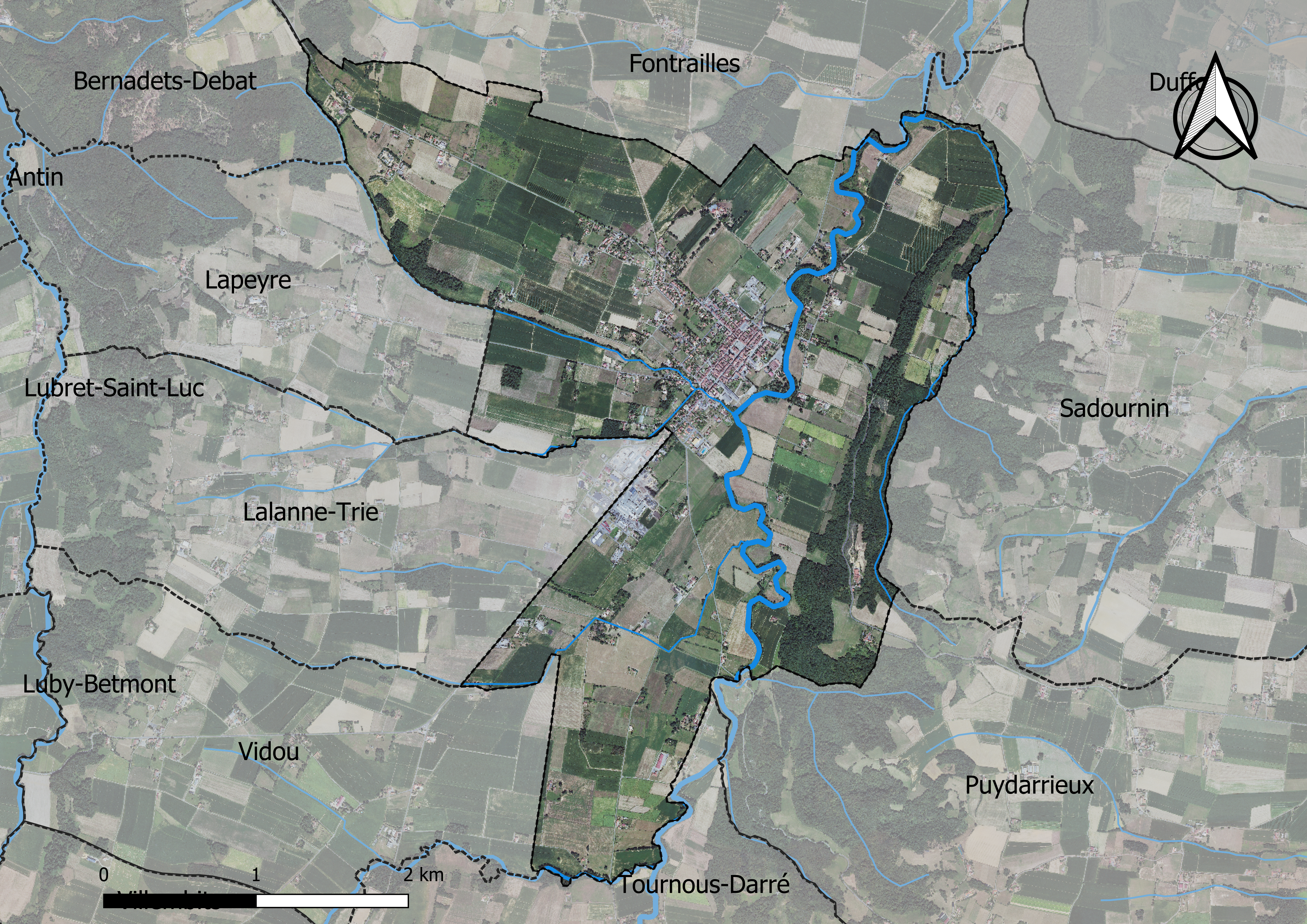
Carte orthophotogrammétrique de la commune.

### Logement
En 2012, le nombre total de logements dans la commune est de 667.
Parmi ces logements, 76,8 % sont des résidences principales, 5,7 % des résidences secondaires et 17,4 % des logements vacants.

### Voies de communication et transports
Cette commune est desservie par l'autoroute A64 sortie  13 et les routes départementales D 632, D 939 et par les routes départementales D 6 et D 17.

### Risques majeurs

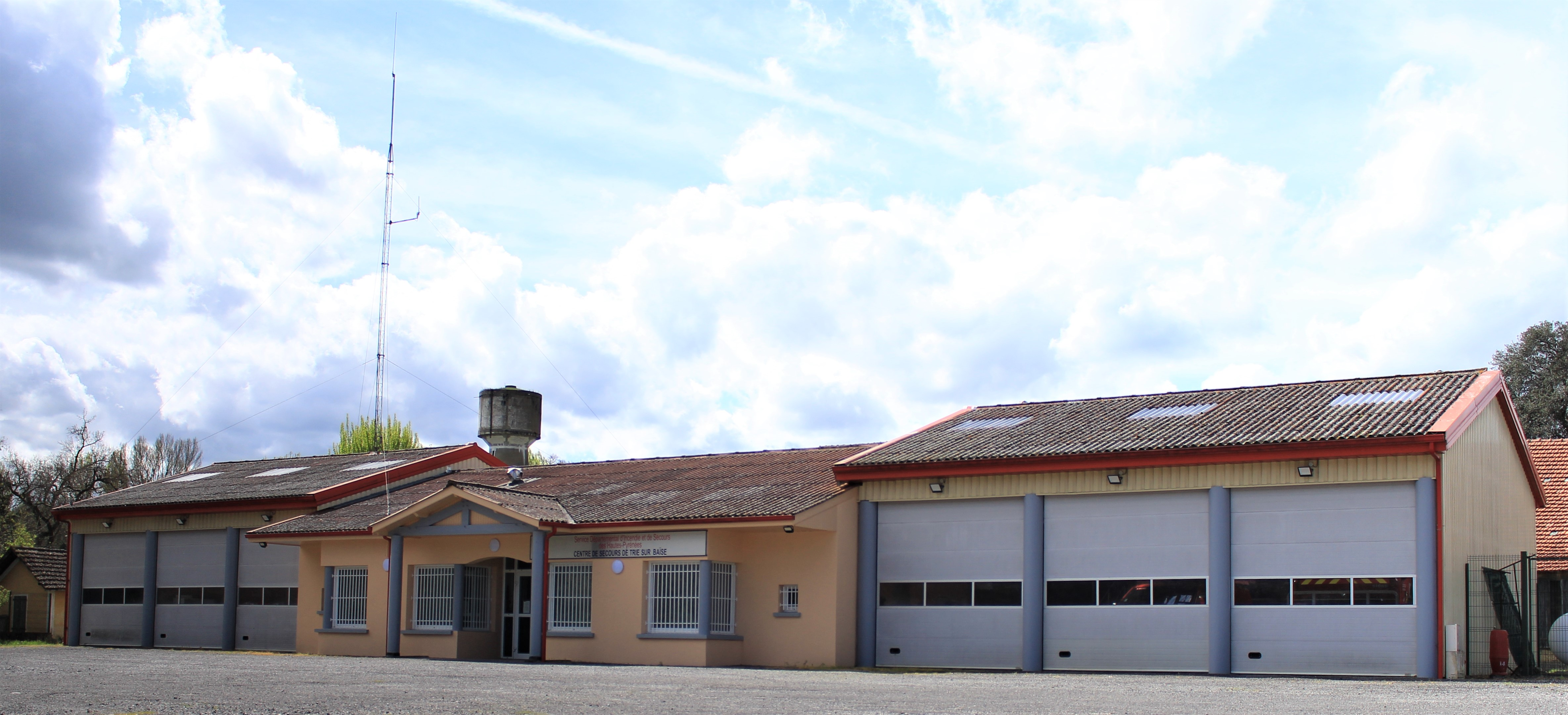
Le centre de secours.

Le territoire de la commune de Trie-sur-Baïse est vulnérable à différents aléas naturels : météorologiques (tempête, orage, neige, grand froid, canicule ou sécheresse), inondations, mouvements de terrains et séisme (sismicité modérée). Un site publié par le BRGM permet d'évaluer simplement et rapidement les risques d'un bien localisé soit par son adresse soit par le numéro de sa parcelle.
Certaines parties du territoire communal sont susceptibles d’être affectées par le risque d’inondation par débordement de cours d'eau, notamment la Baïse et le Lizon. La cartographie des zones inondables en ex-Midi-Pyrénées réalisée dans le cadre du XIe Contrat de plan État-région, visant à informer les citoyens et les décideurs sur le risque d’inondation, est accessible sur le site de la DREAL Occitanie. La commune a été reconnue en état de catastrophe naturelle au titre des dommages causés par les inondations et coulées de boue survenues en 1982, 1999, 2009 et 2018,.
Trie-sur-Baïse est exposée au risque de feu de forêt. Un plan départemental de protection des forêts contre les incendies a été approuvé par arrêté préfectoral le 21 avril 2020 pour la période 2020-2029. Le précédent couvrait la période 2007-2017. L’emploi du feu est régi par deux types de réglementations. D’abord le code forestier et l’arrêté préfectoral du 27 octobre 2014, qui réglementent l’emploi du feu à moins de 200 m des espaces naturels combustibles sur l’ensemble du département. Ensuite celle établie dans le cadre de la lutte contre la pollution de l’air, qui interdit le brûlage des déchets verts des particuliers. L’écobuage est quant à lui réglementé dans le cadre de commissions locales d’écobuage (CLE)

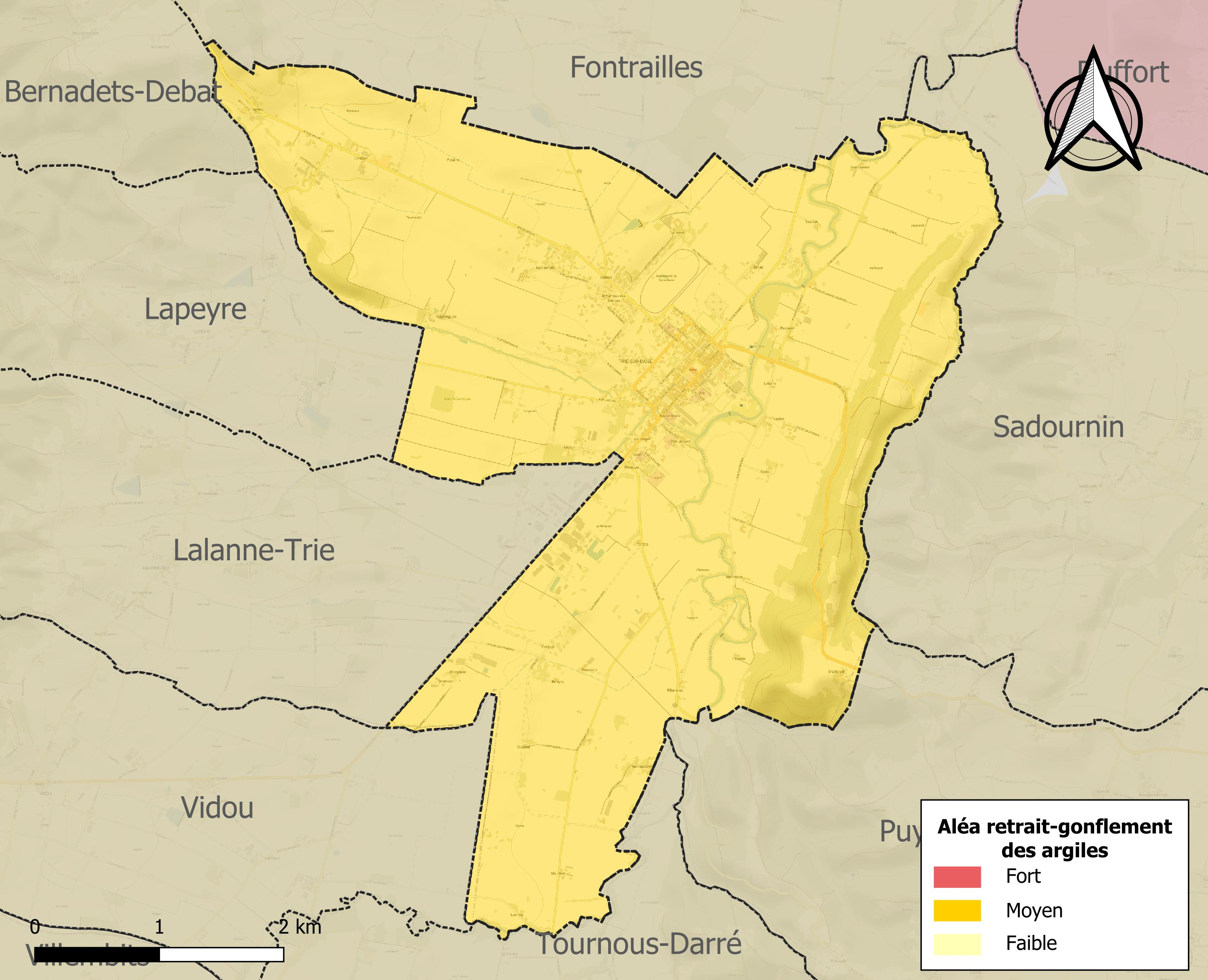
Carte des zones d'aléa retrait-gonflement des sols argileux de Trie-sur-Baïse.

Les mouvements de terrains susceptibles de se produire sur la commune sont des tassements différentiels.
Le retrait-gonflement des sols argileux est susceptible d'engendrer des dommages importants aux bâtiments en cas d’alternance de périodes de sécheresse et de pluie. La totalité de la commune est en aléa moyen ou fort (44,5 % au niveau départemental et 48,5 % au niveau national). Sur les 528 bâtiments dénombrés sur la commune en 2019, 528 sont en aléa moyen ou fort, soit 100 %, à comparer aux 75 % au niveau départemental et 54 % au niveau national. Une cartographie de l'exposition du territoire national au retrait gonflement des sols argileux est disponible sur le site du BRGM,.
Par ailleurs, afin de mieux appréhender le risque d’affaissement de terrain, l'inventaire national des cavités souterraines permet de localiser celles situées sur la commune.
Concernant les mouvements de terrains, la commune a été reconnue en état de catastrophe naturelle au titre des dommages causés par des mouvements de terrain en 1999.

## Toponymie

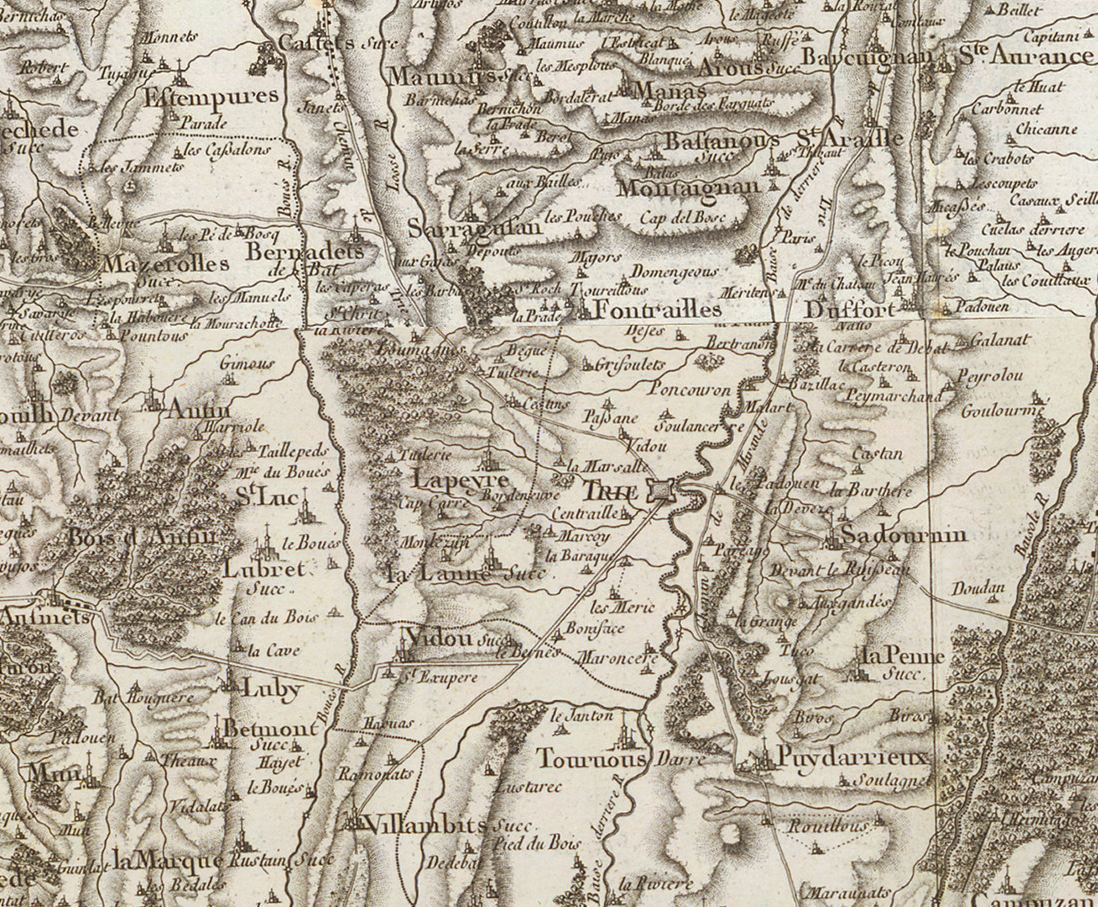
Extrait de la carte de Cassini (entre 1756 et 1789) situant Trie-sur-Baïse.

On trouvera les principales informations dans le Dictionnaire toponymique des communes des Hautes-Pyrénées de Michel Grosclaude et Jean-François Le Nail qui rapporte les dénominations historiques du village :
Dénominations historiques :
- bastida de Tria (1325, coutumes Trie) ;
- de Tria, latin (1405, décime Auch) ;
- Trie (fin XVIIIe siècle, carte de Cassini).

Trie prend le nom de Trie-sur-Baïse en 1966.
Étymologie : du nom de Jean de Trie, sénéchal de Toulouse.
Nom occitan : Tria.

## Histoire

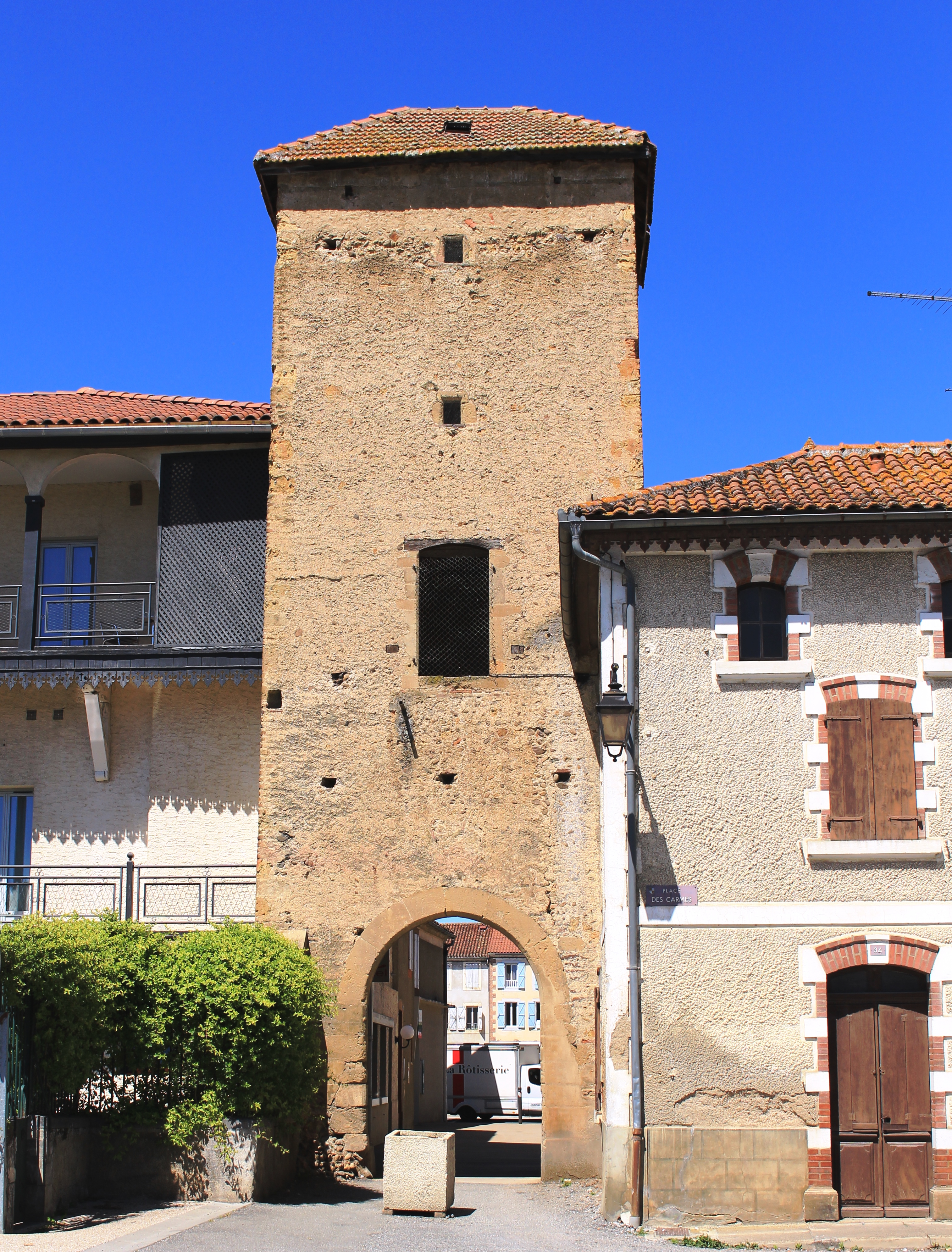
La tour carrée en 2019.

### Fondation de la bastide auXIVesiècle
Trie-sur-Baïse est une de ces villes nouvelles appelées « bastide » qui ont été fondées au XIIIe siècle et XIVe siècle dans le Sud-Ouest de la France dans un contexte d'essor démographique et d'affirmation du pouvoir royal. Le contrat de paréage, acte de fondation de la ville, est signé en 1323, entre, Jean de Trie, représentant du roi, le seigneur de Duffort Bernard de Manas, le seigneur de Puydarrieux Géraud d'Esparros et un représentant de l'abbaye de l'Escaladieu, l'abbé Roger de Mauléon. Le nom de la ville s'inspirerait ainsi de celui de Jean de Trie, sénéchal de Toulouse.

### Sièges, pillages et reconstruction
Durant la guerre de Cent Ans qui voit s'affronter sur le sol français deux dynasties, les Plantagenêts et la Maison capétienne de Valois, le prince de Galles dit Prince Noir mène, en 1355, une dévastatrice expédition dans le Sud-Ouest. Trie est assiégée et prise. Les pillages se succèdent alors.
La reconstruction de la ville est permise avec l'arrêt des saccages en 1363. Les Carmes fondent un monastère en 1365. Les fortifications sont achevées et une citadelle abrite des soldats en stationnement. Deux hôpitaux sont édifiés : l’hôpital Saint-Antoine est destiné aux pèlerins de passage et l’hôpital Saint-Jacques est consacré aux plus pauvres. La ville s'enrichit et connaît son âge d'or au XVe siècle. Symbole toujours visible de cette prospérité, l'église entre en construction en 1444.
Jusqu'à la Révolution française, la bastide de Trie fut une des nombreuses enclaves de la Jugerie de Rivière-Verdun dans le comté d'Armagnac.

### De nouvelles difficultés à partir duXVIesiècle
Dans la seconde moitié du XVIe siècle, Trie connaît, comme le reste de la région, des conflits religieux opposant protestants et catholiques. Au mois d'août 1569, les troupes du réformé Montgonmery incendient le monastère. Une vingtaine de personnes y demeurant sont exécutées.
Durant presque trois siècles, la cité connaît des périodes de famine ou de maladie. Les finances publiques sont mises en difficulté par le passage incessant de troupes qu'il faut payer.

### Cadastre napoléonien de Trie-sur-Baïse
Le plan cadastral napoléonien de Trie-sur-Baïse est consultable sur le site des archives départementales des Hautes-Pyrénées.

### Époque contemporaine
Une spécialité de la commune était La Triaise, une liqueur stomachique produite par M. Fortassin, liquoriste distillateur.

## Politique et administration

### Liste des maires

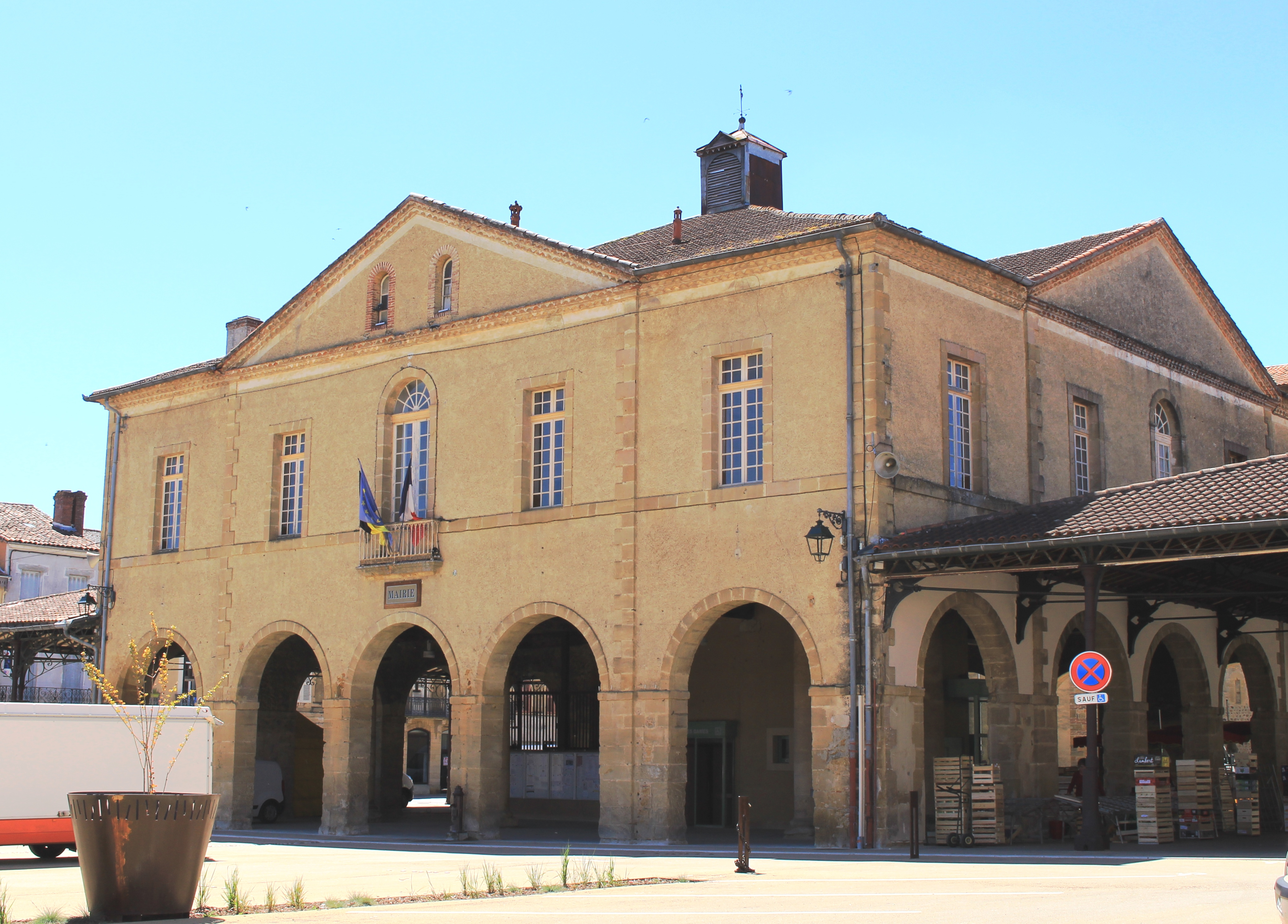
La mairie en 2019.

| Période    | Période    | Identité              | Etiquette   | Qualité |
| ---------- | ---------- | --------------------- | ----------- | ------- |
| 1884       | 1892       | Casse Jean-Pierre     |             |         |
| 1892       | 1908       | Mossel Emile          |             |         |
| 1908       | 1913       | Pujo Alfonse          |             |         |
| 1913       | 1931       | Fontan Turbez Charles |             |         |
| 1931       | 1935       | Nogaro Bertrand       |             |         |
| 1935       | 1940       | Carrere Jean          |             |         |
| 1940       | 1942       | Dutrey Louis          |             |         |
| 1942       | 1944       | Maumus André          |             |         |
| 1944       | 1945       | Soule Laurent         |             |         |
| 1945       | 1947       | Mauries Henri         |             |         |
| 1947       | 1947       | Dubernard Jean        |             |         |
| 1947       | 1953       | Fontan Jean           |             |         |
| 1953       | 1960       | Aubian Jean           |             |         |
| 1960       | 1965       | BonneMaison Bertrand  |             |         |
| 1965       | 1971       | Burguez Jean          |             |         |
| 1971       | 1983       | Castay Marcel         |             |         |
| Mars 1983  | Mars 2008  | Jacques Aubian        |             |         |
| Mars 2008  | Avril 2014 | Maryse Maumus         |             |         |
| Avril 2014 | En cours   | Jean-Pierre Grasset   | PG puis DVG | Postier |
|            |            |                       |             |         |

| Période                                  | Période                    | Identité            | Étiquette   | Qualité |
| ---------------------------------------- | -------------------------- | ------------------- | ----------- | ------- |
| Les données manquantes sont à compléter. |                            |                     |             |         |
|                                          |                            |                     |             |         |
| mars 1983                                | mars 2008                  | Jacques Aubian      |             |         |
| mars 2008                                | avril 2014                 | Maryse Maumus       |             |         |
| avril 2014                               | En cours (au 02 juin 2020) | Jean-Pierre Grasset | PG puis DVG | Postier |

### Rattachements administratifs et électoraux

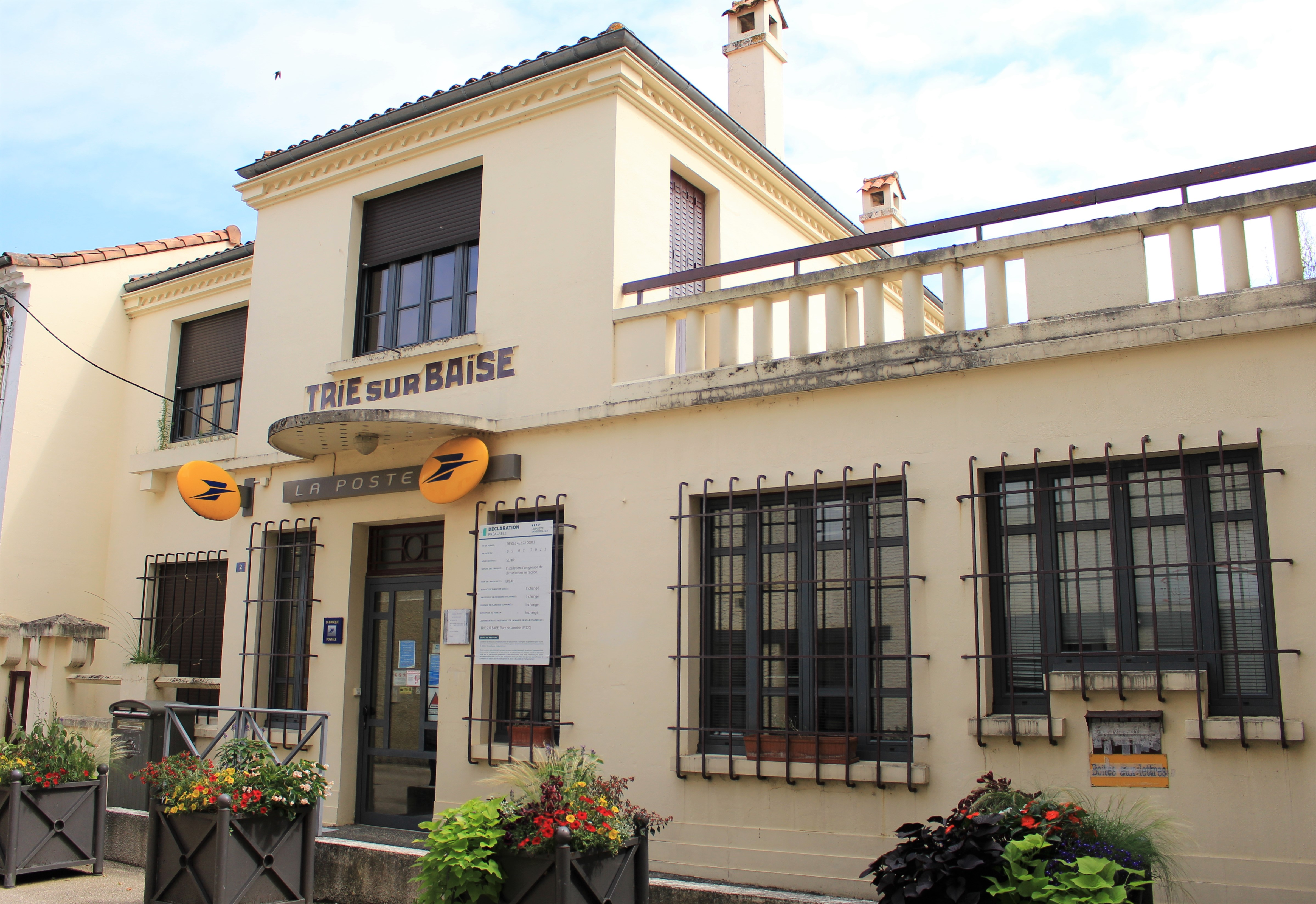
La Poste.

#### Historique administratif
Sénéchaussée de Toulouse, élection de Rivière-Verdun, canton de Trie (1790). Lalanne est une dépendance politique de Trie, d'abord commune (1790), aurait été ensuite réunie à Trie contre le vœu de ses habitants, érigée à nouveau en commune à la fin de 1791, mais les limites des deux communes n'auraient été fixées qu'en 1798, Trie prend le nom de Trie-sur-Baïse en 1966.

#### Intercommunalité
Trie-sur-Baïse appartient à la communauté de communes du Pays de Trie et du Magnoac créée en janvier 2017 et qui réunit 50 communes.

### Services publics
La commune de Trie-sur-Baïse dispose d'une agence postale.

## Population et société

### Démographie
| 1793  | 1800 | 1806  | 1821  | 1831  | 1836  | 1841  | 1846  | 1851  |
| ----- | ---- | ----- | ----- | ----- | ----- | ----- | ----- | ----- |
| 1 176 | 969  | 1 004 | 1 203 | 1 365 | 1 235 | 1 385 | 1 570 | 1 767 |

| 1856  | 1861  | 1866  | 1876  | 1881  | 1886  | 1891  | 1896  | 1901  |
| ----- | ----- | ----- | ----- | ----- | ----- | ----- | ----- | ----- |
| 1 714 | 1 680 | 1 743 | 1 660 | 1 676 | 1 589 | 1 554 | 1 585 | 1 433 |

| 1906  | 1911  | 1921  | 1926  | 1931  | 1936  | 1946  | 1954  | 1962  |
| ----- | ----- | ----- | ----- | ----- | ----- | ----- | ----- | ----- |
| 1 459 | 1 459 | 1 240 | 1 226 | 1 255 | 1 241 | 1 197 | 1 126 | 1 200 |

| 1968  | 1975  | 1982  | 1990  | 1999  | 2004  | 2006  | 2009  | 2014  |
| ----- | ----- | ----- | ----- | ----- | ----- | ----- | ----- | ----- |
| 1 175 | 1 096 | 1 075 | 1 011 | 1 034 | 1 065 | 1 093 | 1 080 | 1 062 |

| 2019  | 2022 | - | - | - | - | - | - | - |
| ----- | ---- | - | - | - | - | - | - | - |
| 1 007 | 993  | - | - | - | - | - | - | - |

### Enseignement

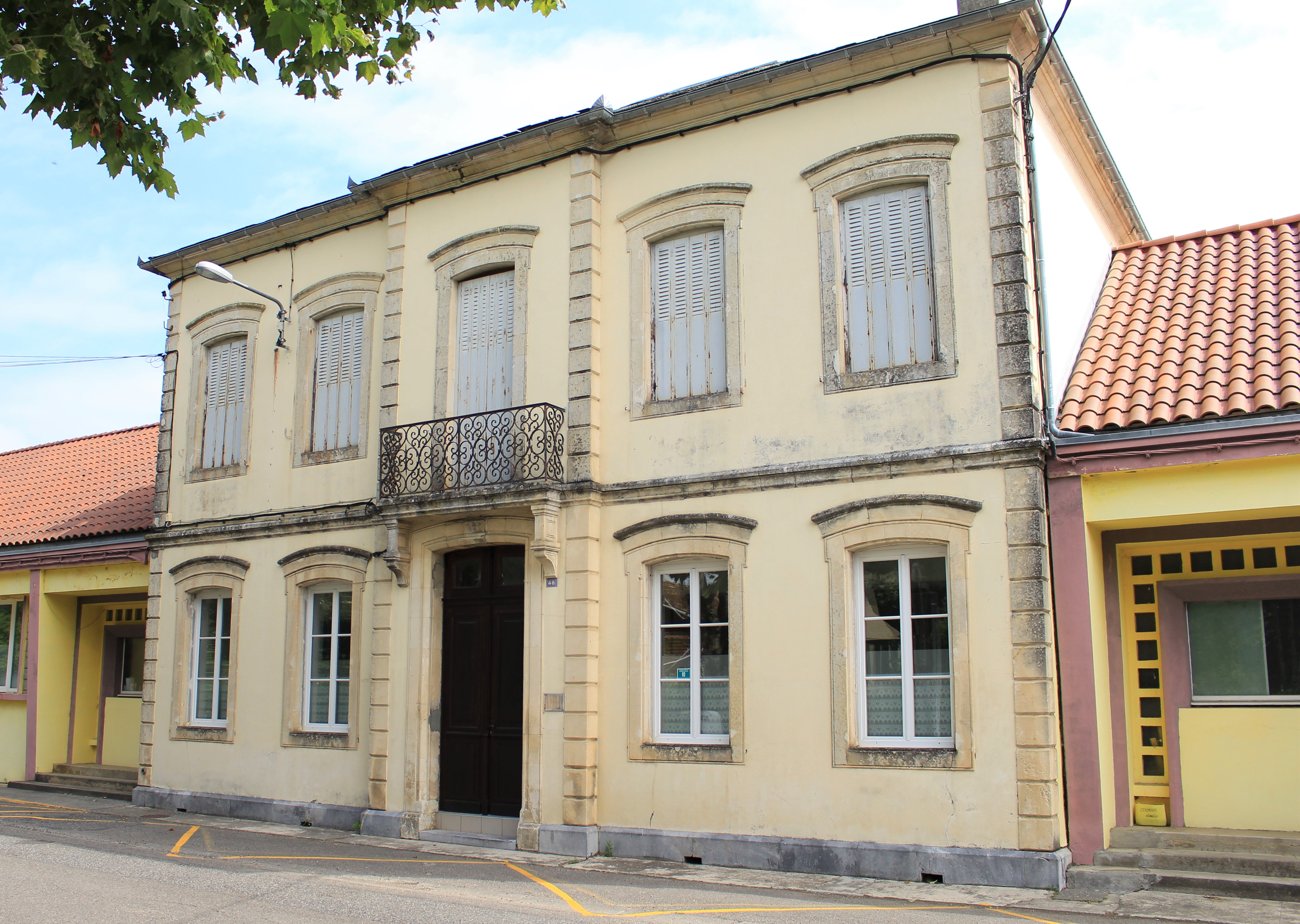
L'école élémentaire en 2023.

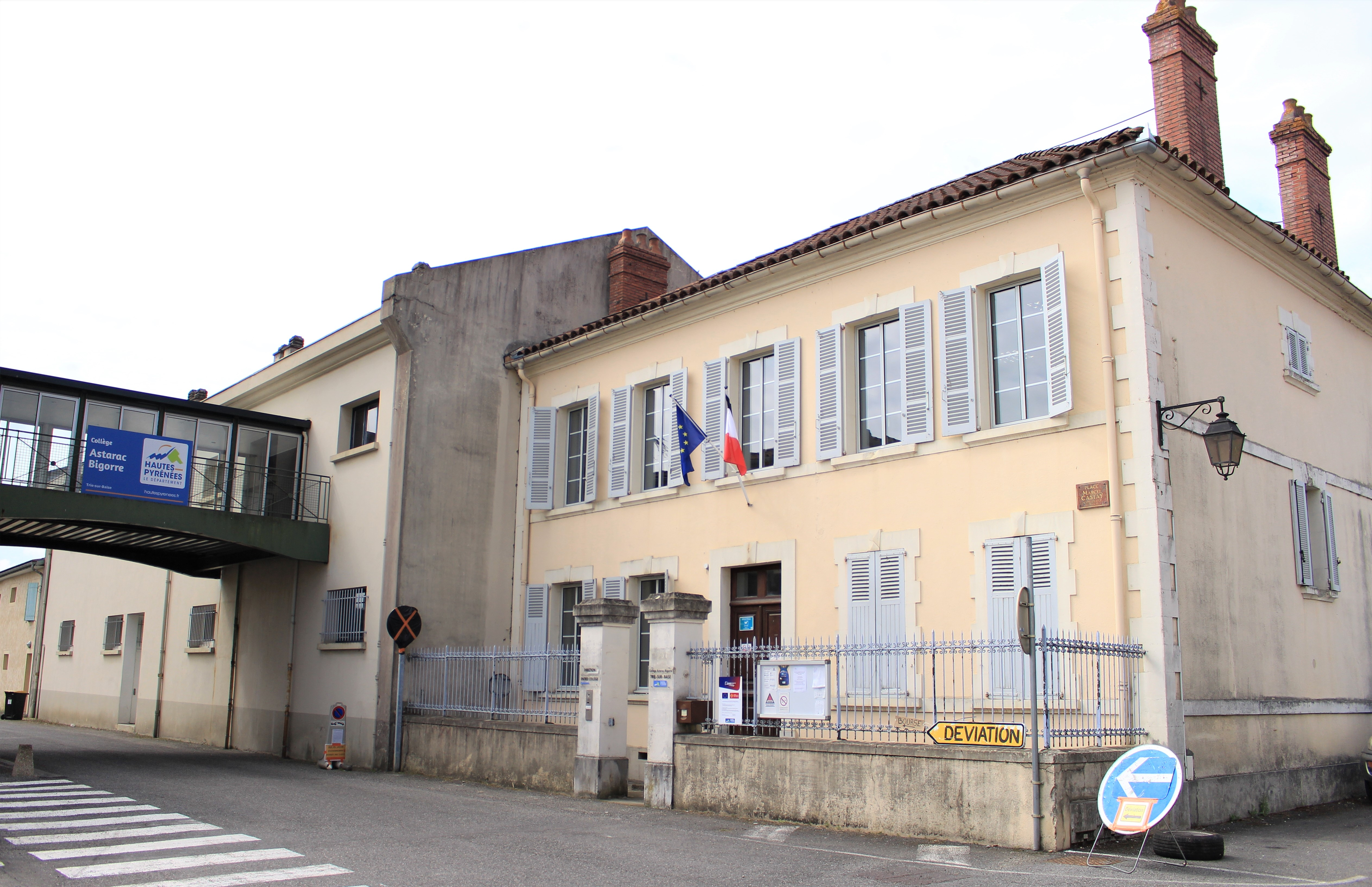
Le collège d'Astarac Bigorre en 2023.

La commune dépend de l'académie de Toulouse. Elle dispose d’une école et d'un collège en 2016.
- École élémentaire : Pays de Trie
- Collège : d'Astarac Bigorre

### Manifestations culturelles et festivités
La ville est également célèbre pour son festival annuel du cri du cochon, la Pourcailhade. Il est entièrement consacré au cochon.
Il a lieu le mois d'août. Il a connu 36 éditions depuis 1975,,. La 36e édition de la Pourcailhade s'est déroulée le 14 août 2011. Il n'a pas eu lieu en 2012 « faute de bénévoles et de concurrents professionnels ». Après une mise en sommeil, la fête du cochon est de retour pour une 37e édition en 2018, une 38e édition en 2019 et une 39e édition le 14 août 2022.
Un grand nombre d'activités était proposé tournant autour du cochon comme un concours de cri du cochon, une course de porcelets ou un concours du plus grand mangeur de boudin.

### Santé
Trie-sur-Baïse dispose d'une maison de santé comprenant, médecin, kinésithérapeute, dentiste, infirmier, psychomotricien, sage femme, diététicien, psychologue, ADMR.
Il y a également 2 ostéopathes indépendants.

### Sports
Un club de rugby, le Trie athlétique club (TAC) est fondé en 1913. Mais la politique échauffe les esprits et, en 1933, le club se scinde en deux : le TAC garde les joueurs conservateurs, tandis que le Sporting club triais (SCT) réunit les joueurs progressistes. La Seconde Guerre mondiale met fin au rugby à Trie. Vers la fin du conflit, des réfugiés alsaciens fondent un club de football, le Football club Trie (FCT). En 1946, le rugby renaît. Le nom du club reste le FC Trie. Après une nouvelle interruption de quinze années, le club repart en 1966. Une école de rugby voit le jour au début des années 1980. Durant la saison 2017-2018, l'équipe première du FC Trie évolue en Promotion honneur première série.
L'international Olivier Sarraméa a commencé le rugby dans ce club.
Le 26 juillet 2018, Trie-sur-Baïse accueille le départ de la 18e étape du Tour de France entre Trie-sur-Baïse et Pau.

Sélection de vues des équipements sportifs
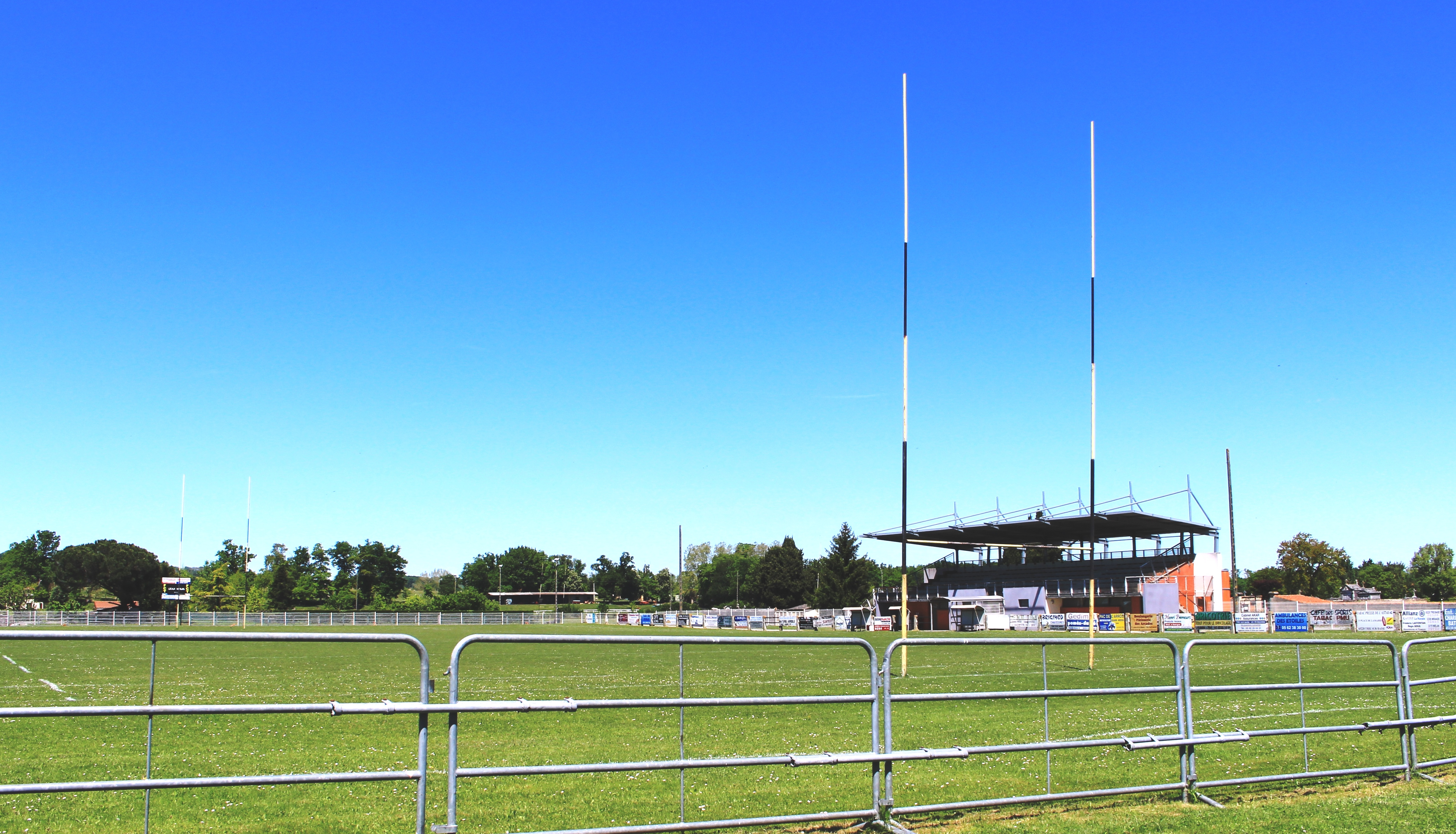
Le stade de rugby.
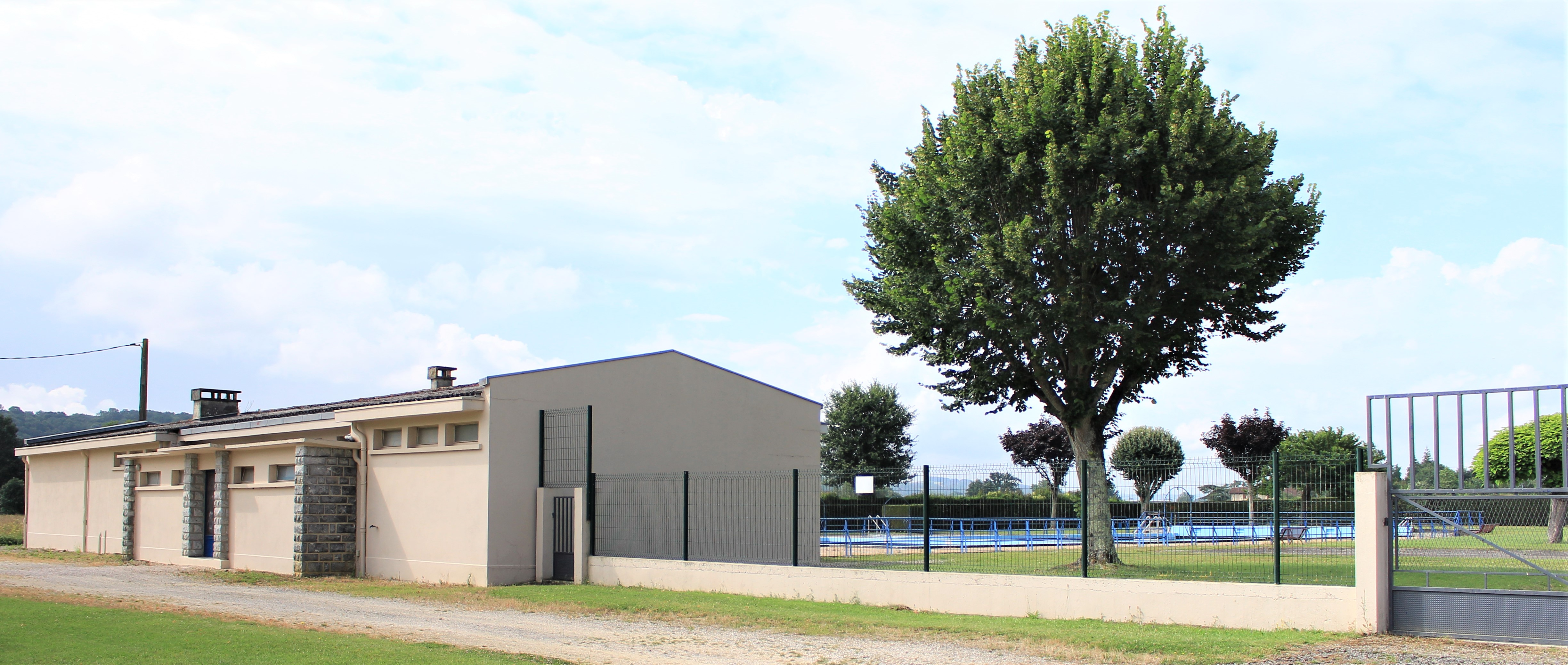
La piscine.
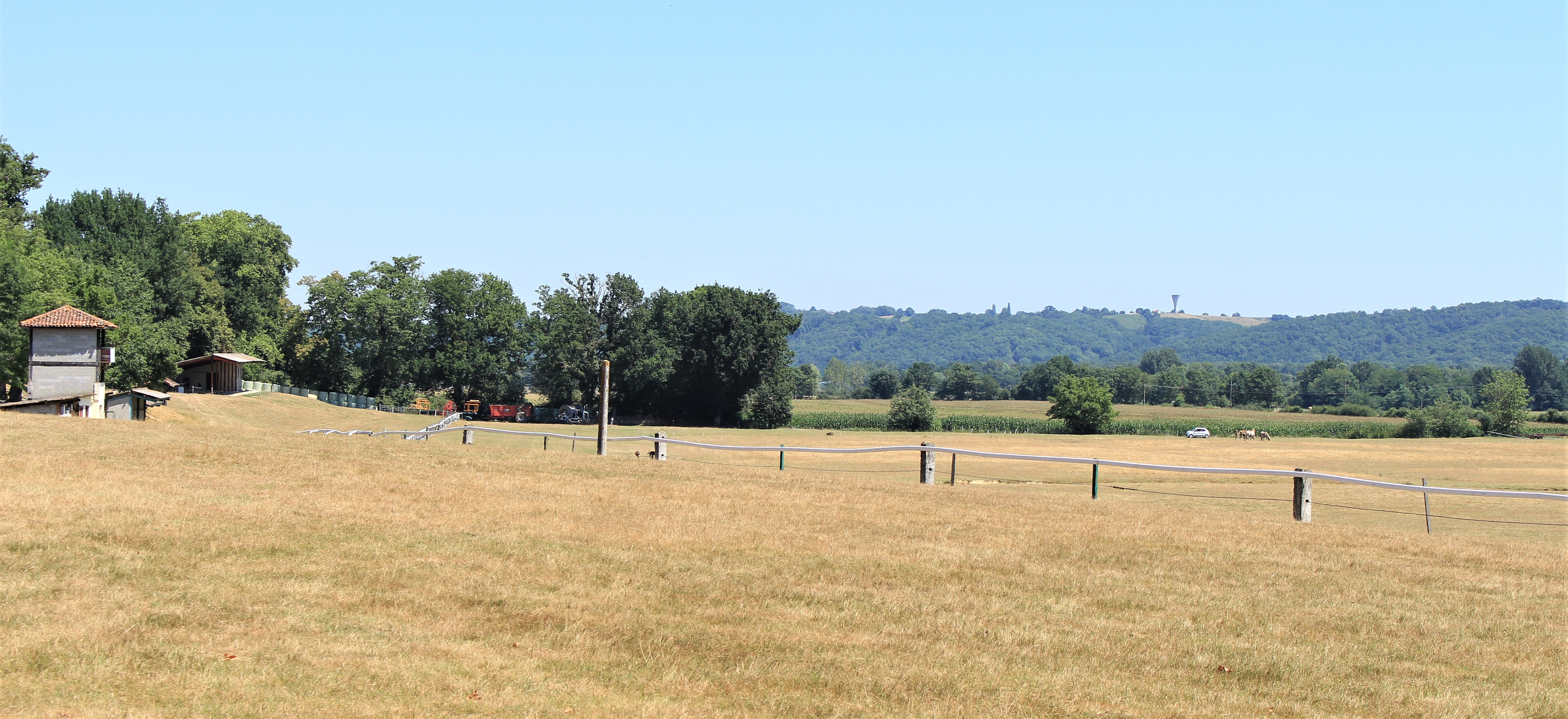
L'hippodrome.
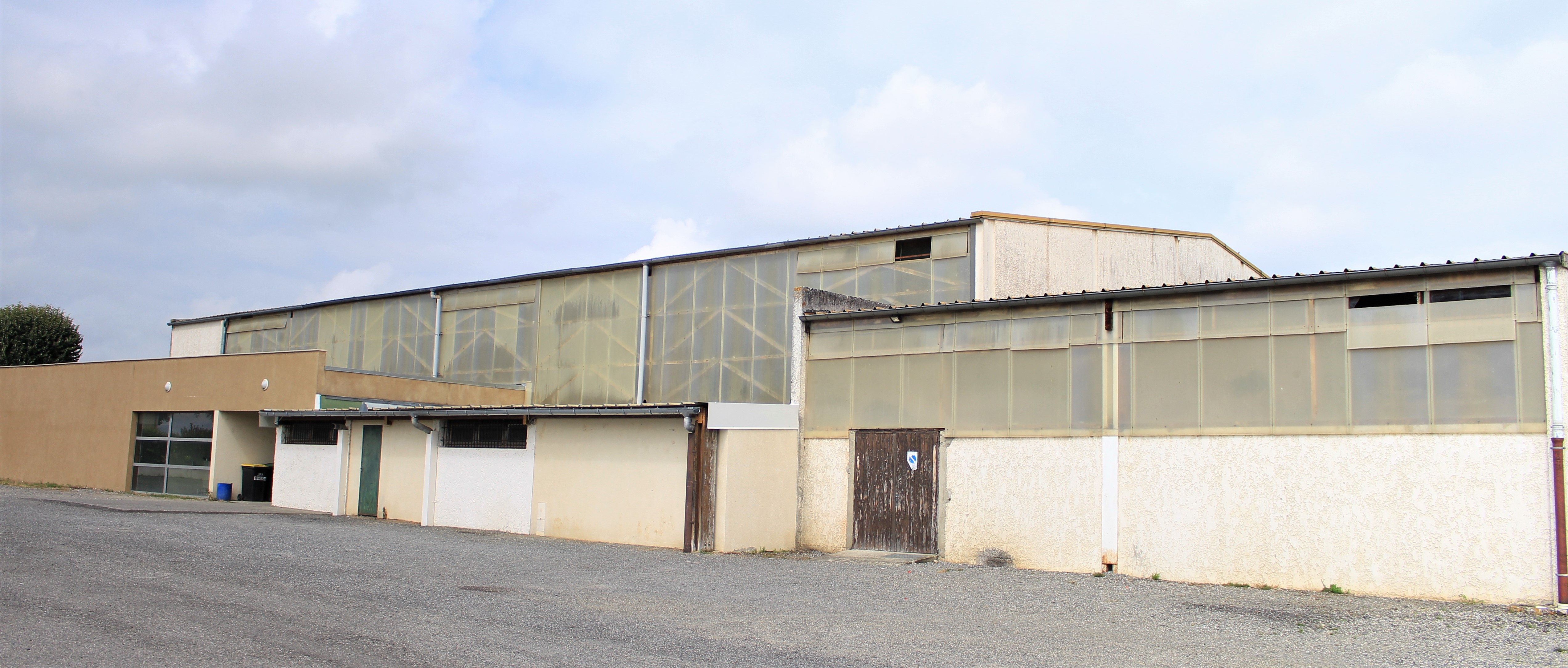
Le gymnase.

## Économie

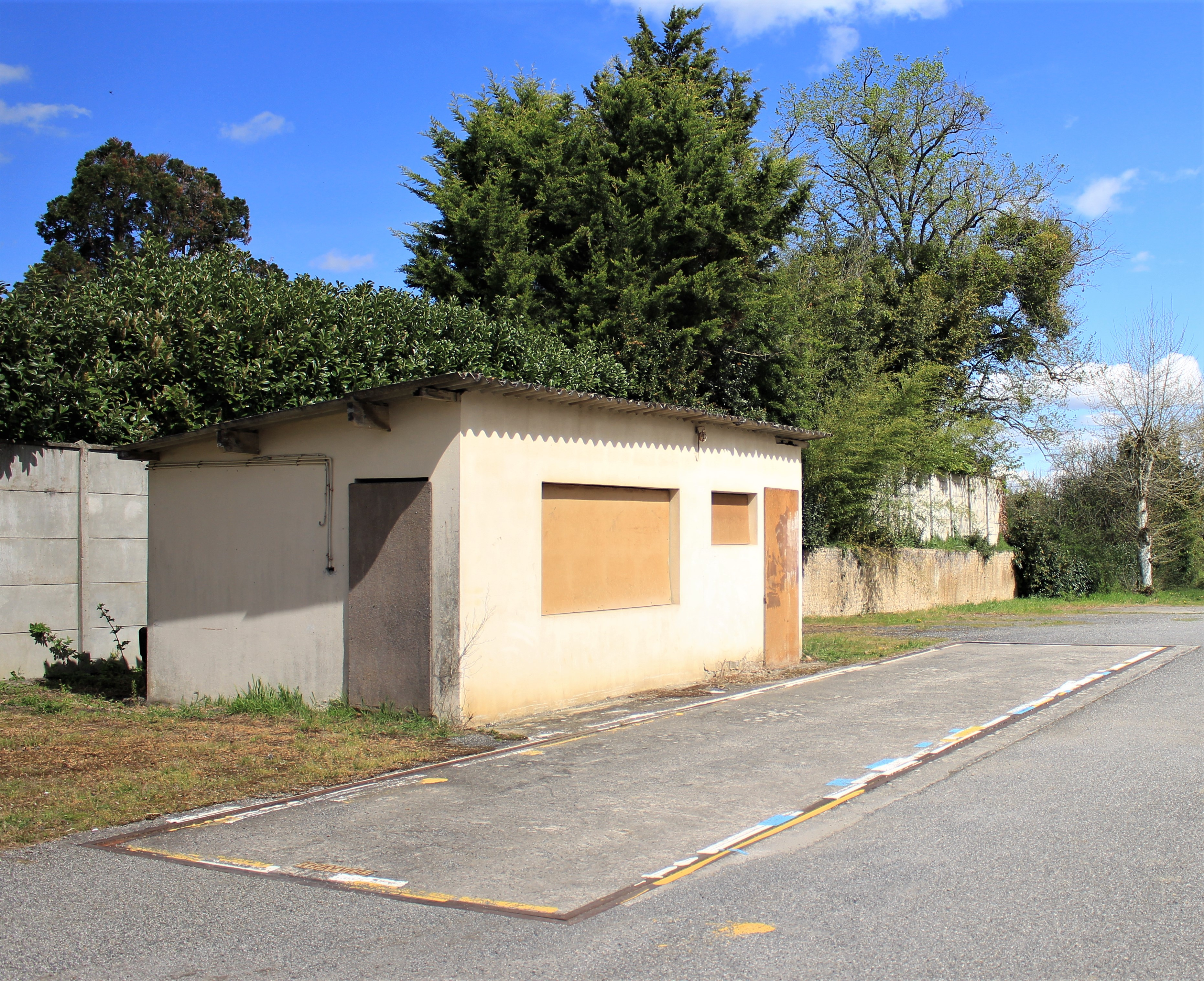
L'ancienne bascule en 2024.

### Revenus
En 2018, la commune compte 466 ménages fiscaux, regroupant 899 personnes. La médiane du revenu disponible par unité de consommation est de 19 390 € (20 420 € dans le département).

### Emploi
|                | 2008  | 2013  | 2018   |
| -------------- | ----- | ----- | ------ |
| Commune        | 7,9 % | 9,6 % | 11,2 % |
| Département    | 7,7 % | 9,4 % | 9,8 %  |
| France entière | 8,3 % | 10 %  | 10 %   |

En 2018, la population âgée de 15 à 64 ans s'élève à 494 personnes, parmi lesquelles on compte 71,7 % d'actifs (60,5 % ayant un emploi et 11,2 % de chômeurs) et 28,3 % d'inactifs,. En  2018, le taux de chômage communal (au sens du recensement) des 15-64 ans est supérieur à celui de la France et du département, alors qu'il était inférieur à celui de la France en 2008.
La commune est hors attraction des villes,. Elle compte 641 emplois en 2018, contre 664 en 2013 et 684 en 2008. Le nombre d'actifs ayant un emploi résidant dans la commune est de 324, soit un indicateur de concentration d'emploi de 198 % et un taux d'activité parmi les 15 ans ou plus de 40,9 %.
Sur ces 324 actifs de 15 ans ou plus ayant un emploi, 152 travaillent dans la commune, soit 47 % des habitants. Pour se rendre au travail, 77 % des habitants utilisent un véhicule personnel ou de fonction à quatre roues, 0,9 % les transports en commun, 12,4 % s'y rendent en deux-roues, à vélo ou à pied et 9,8 % n'ont pas besoin de transport (travail au domicile).

### Activités
À Trie-sur-Baïse, il y a des boutiques pour satisfaire les besoins quotidiens. De plus, tous les mardis, il y a un marché traditionnel au centre-ville.
Il y a également le marché des producteurs qui se déroule tous les dimanche.
L'économie locale repose principalement sur l'agriculture, avec notamment le maïs, le blé, la betterave, la colza et le soja. La région est connue pour son veau de haute qualité élevé sous la mère et pour le canard.
Le haricot tarbais (Indication Géographique Protégée) est un délicieux haricot blanc prisé pour sa saveur riche et sa peau fine, il est cultivé localement, généralement en conjonction avec des cultures de maïs car les tiges de maïs sont utilisées pour soutenir les haricots grimpants.

## Culture locale et patrimoine

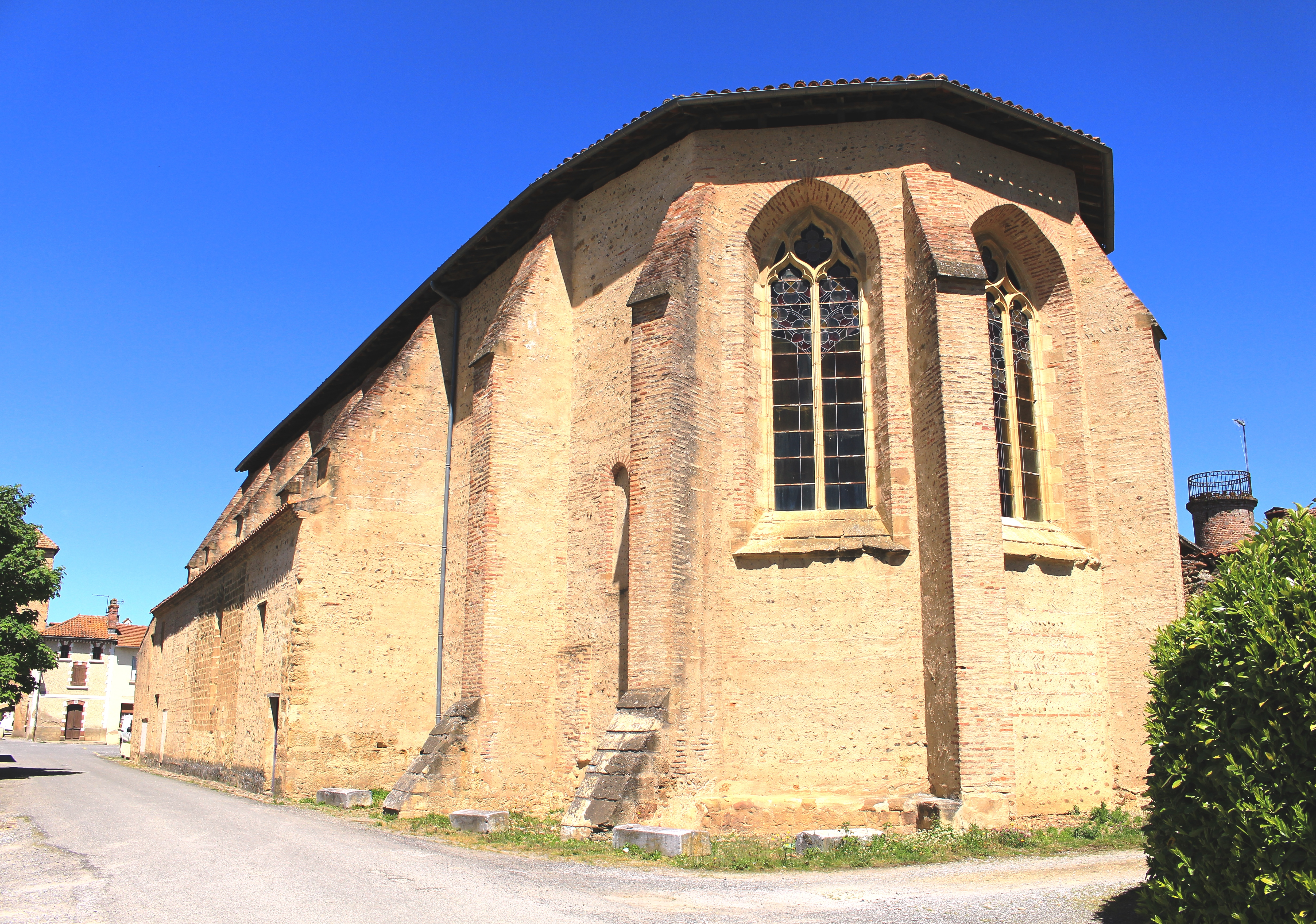
Le monastère des Carmes en 2019.

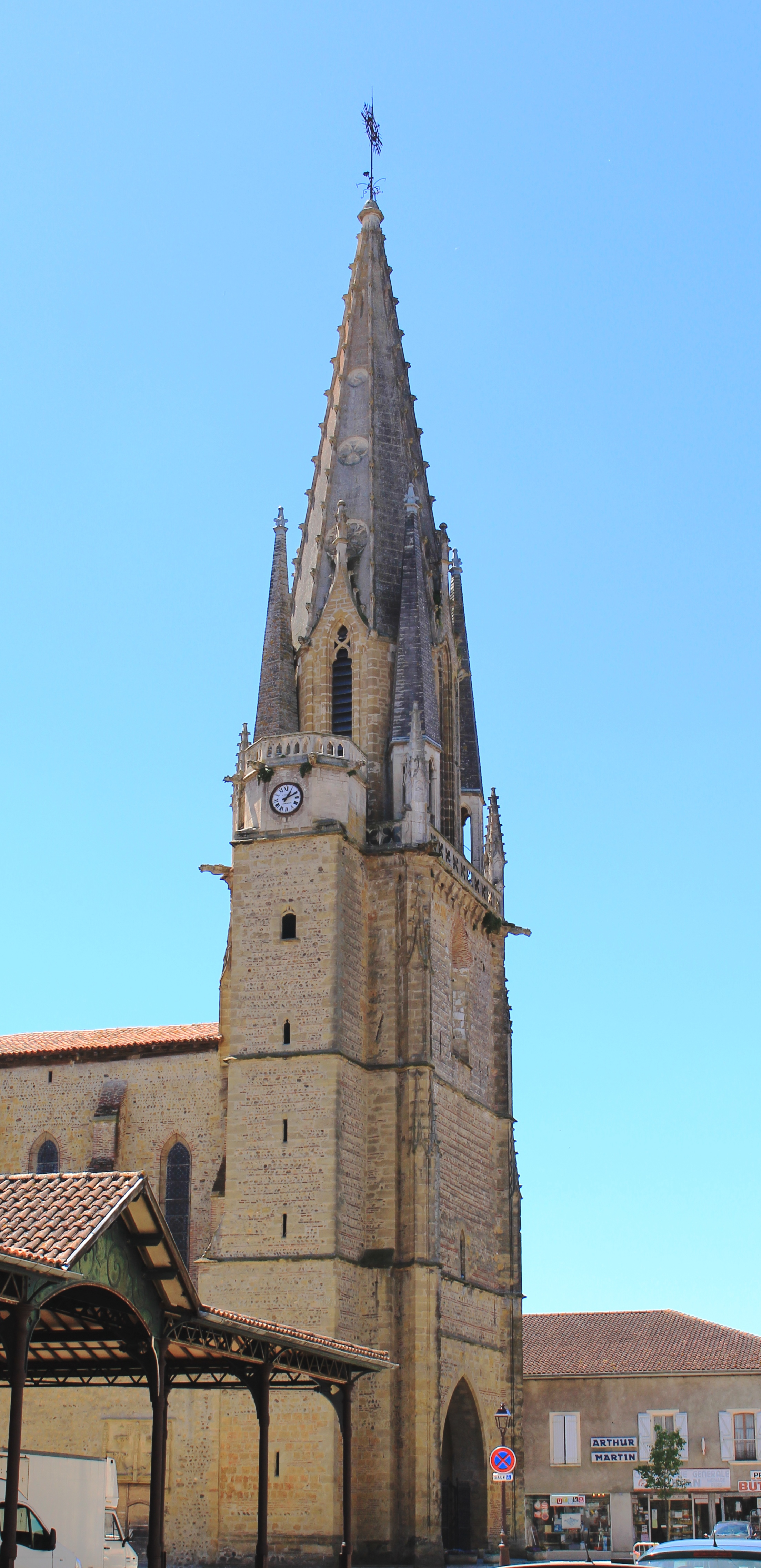
L'église Notre-Dame-des-Neiges.

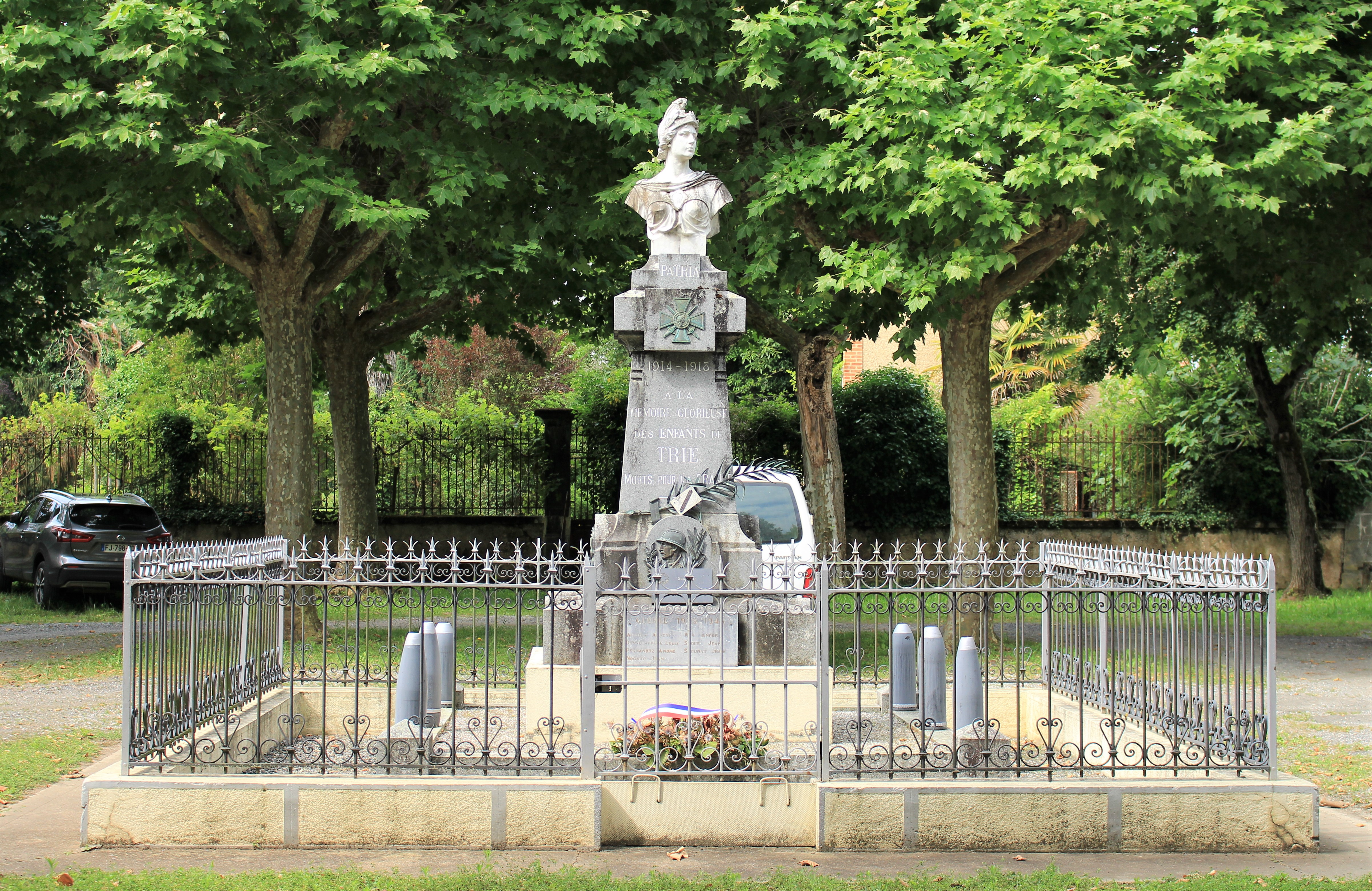
Le monument aux morts municipal.

### Lieux et monuments

#### Le monastère des Carmes
Le monastère a été fondé en 1365. En 1569, à la suite d'un incendie, seule l'église échappe à la destruction. Mais le monastère est reconstruit 60 à 70 ans plus tard.
Durant la Révolution, il a fait partie de ces possessions de l’Église devenues biens nationaux pour être revendues. Une fois encore, seule l'église subsiste. Les autres bâtiments furent démantelés. Le cloître a ainsi été reconstruit, à partir d'éléments achetés avant la Première Guerre mondiale par le collectionneur George Grey Barnard, dans l'enceinte du musée The Cloisters, à New York.
L'église des Carmes, édifice de type gothique méridional, a été restaurée en 1992 pour devenir un centre d'activités culturelles.

#### La mairie-halle
La mairie, imposant édifice Empire, abrite, en son rez-de-chaussée, une halle aux extensions de type Baltard.

#### L'église Notre-Dame-des-Neiges
La tradition voudrait que l'église doive son nom à un signe divin. Les premiers habitants de la cité se seraient réunis en assemblée un matin d'août 1355 afin de décider du lieu de construction de leur lieu de culte. La neige se serait mise à tomber et aurait recouvert le sol de façon à faire apparaître une croix. Une chapelle est alors construite et dédiée à Notre-Dame-des-Neiges qui devient la protectrice de la bastide.
L'église actuelle, édifiée un siècle plus tard, porte ce même nom. Elle est dotée d'un clocher aux lignes massives surmontée d'une flèche de style gothique flamboyant.

### Vestiges des fortifications
Des vestiges des fortifications de la cité sont encore visibles telles que la Tour Ronde et la Tour Carré datant des XIVe et XVe siècles.

### Personnalités liées à la commune
- Alcide Curie-Seimbres, historien et archéologue, né le 18 septembre 1815 à Trie-sur-Baïse.

### Héraldique
| Blason | Blasonnement : Écartelé : au premier de gueules à trois coquilles d'or, au deuxième et au troisième d'azur à trois fleurs de lys d'or, au quatrième d'or à trois pals de gueules. Commentaires : Ce blason est officiel (vérifié auprès de la mairie). |